# Observatorio SOAR
El Telescopio SOAR (en inglés: Southern Astrophysical Research) es un telescopio de 4,1 m de apertura diseñado para operar desde el corte atmosférico en el azul (320 nm) hasta el infrarrojo cercano. Está situado en el Cerro Pachón, Chile. a una altitud de 2738 m s. n. m.. Fue inaugurado en abril de 2004.
SOAR fue financiado y está operado por un consorcio que incluye al Ministerio de Ciencia, Tecnología, e Innovación (MCTI) de Brasil, el Observatorio Astronómico Óptico Nacional (NOAO) de Estados Unidos, la Universidad Estatal de Míchigan y la Universidad de Carolina del Norte en Chapel Hill.